# Trionymus dilatatus
Trionymus dilatatus är en insektsart som beskrevs av Danzig 1971. Trionymus dilatatus ingår i släktet Trionymus och familjen ullsköldlöss. Inga underarter finns listade i Catalogue of Life.